# ماتئوس ماموریان
ماتئوس هوهانسی ماموریان (ارمنی: Մատթեոս Հովհաննեսի Մամուրյան؛ انگلیسی: Matteos Mamurean زادهٔ ۱۷ اکتبر ۱۸۳۰ - درگذشته ۲ ژانویهٔ ۱۹۲۰)، روزنامه‌نگار نظر، نویسنده، لغت‌شناس، مترجم، کارشناس علوم پرورشی اهل ارمنستان بود.

## زندگی‌نامه
وی در ۱۷ اکتبر ۱۸۳۰ در اسمیرنا به دنیا آمد و در بین سال‌های ۱۸۴۵ تا ۱۸۵۰ در مدرسه مورادیان در پادووا تحصیل نمود. در سال ۱۸۵۶ به زادگاهش بازگشت  وی در ۲ ژانویه ۱۹۰۱ در سن ۸۹ سالگی در اسمیرنا درگذشت.

## یادداشت
1. ↑  Mesrobian college